# Kolumbijska Partia Konserwatywna
Kolumbijska Partia Konserwatywna (hisz. Partido Conservador Colombiano) - konserwatywna partia założona w 1849 przez Mariano Ospina Rodrigueza.
Po upadku junty w 1953 rządziła przez ponad 50 lat razem z liberałami. Konserwatyści byli mniejszą z koalicyjnych partii, jednak po połączeniu wyników wyborczych obu partii wychodziły takie liczby, że przez cały ten czas scena polityczna była zamrożona i kontrolowana przez te dwie partie rozdzielające między siebie stanowiska.
W 2006 roku konserwatyści zerwali tradycyjny sojusz z liberałami i wspólnie z prezydencką partią "U" i Radykalną Zmianą utworzyli nowy rząd, mimo tego, że w izbie niższej liberałowie byli największą partią. Konserwatyści zaangażowali się w walkę z FARC i szerzenie narodowo konserwatywnego programu nie krępowani liberałami. W 2010 roku wybory przyniosły największą klęskę liberałów i tryumf konserwatystów i sprzymierzonych z nimi. KPK stało się największą partią w Senacie i drugą w izbie reprezentantów (zaraz za Społeczną Partią Jedności Narodowej czyli partią "U").

## Okres walk wewnętrznych
9 kwietnia 1948 roku na inauguracyjnym posiedzeniu Organizacji Państw Amerykańskich w stolicy kraju, zamordowany został jeden z liderów liberałów, Jorge Eliécer Gaitán. Morderstwo to doprowadziło do wybuchu zamieszek zwanych jako bogotazo. Konserwatywny rząd prezydenta Laureano Gómeza rozpoczął przeciwko liberałom represje które zmieniły się w wojnę domową w której starły się z liberalnymi i komunistycznymi partyzantami starły się konserwatywne milicje.

## Program
- szerzenie nauk Kościoła Katolickiego
- obrona własności prywatnej
- gospodarka wolnorynkowa
- ochrona obywateli przed komunizmem i kartelami narkotykowymi
- walka z korupcją